# Máirtín Ó Cadhain

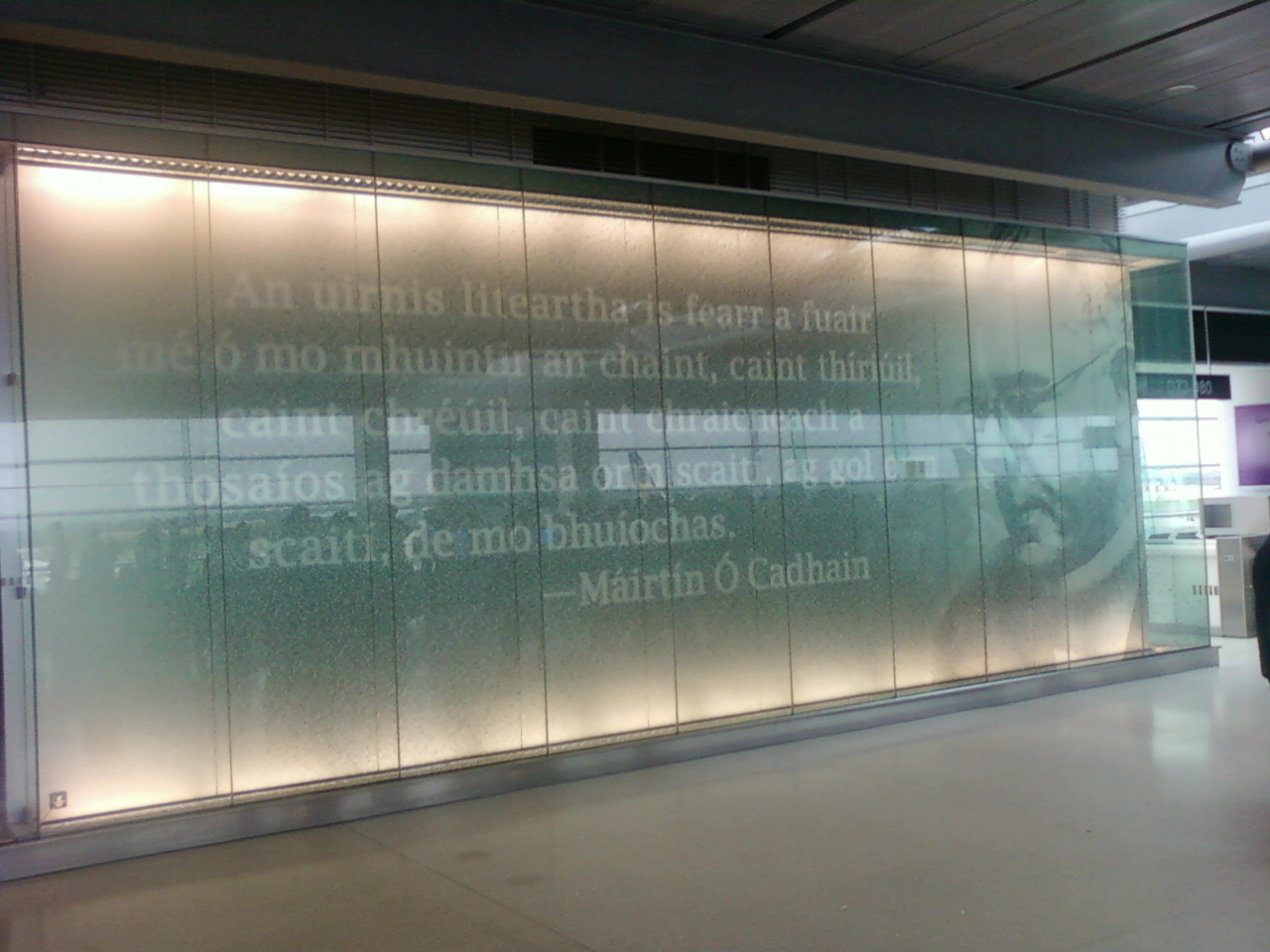
Máirtín Ó Cadhain

Máirtín Ó Cadhain (Cois Fharraige, Gaeltacht de Connemara, 1906– Dublín, 1970) fue un escritor en gaélico que escribió dentro de la derivación irlandesa del modernismo anglosajón.
Máirtín fue maestro de escuela y militante del IRA. Fue internado en el campo de Curragh (condado de Kildare) entre los años 1942-1944 por su enfrentamiento a las autoridades civiles y eclesiásticas del condado de Meath. Posteriormente, en 1956, fue nombrado lector de irlandés en el Trinity College de Dublín, y más tarde profesor de gaélico (1969). Escribió varias novelas, aunque sólo publicó una en vida. También escribió numerosos panfletos en irlandés.

## Obras
- Cré na Cille (1949), traducida al inglés, danés y noruego.
- Idir Shúgradh agus Dáiríre (1939)
- An Braon Broghach (1948)
- An tSraith ar Lár (1967)
- An tSraith Dhá Thógáil (1970).

- Datos: Q560494
- Multimedia: Máirtín Ó Cadhain / Q560494